# 세바스티앙 포르

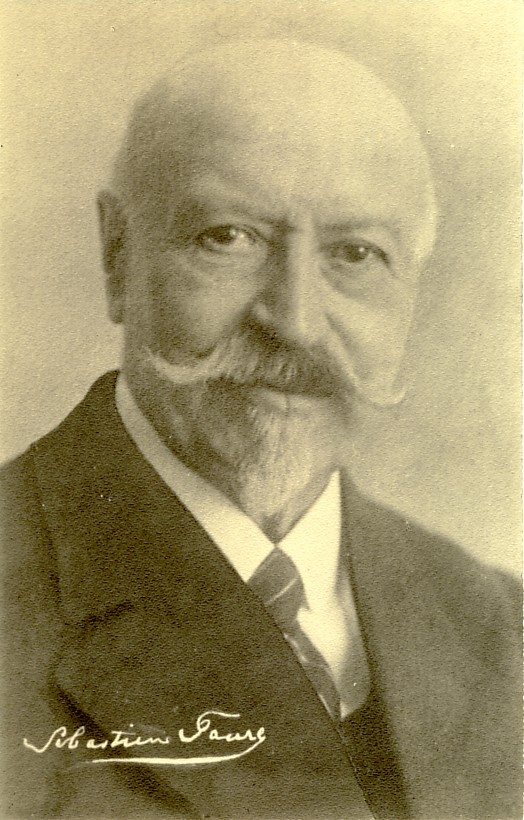

세바스티앙 포르(Sébastien Faure, 1858년 1월 6일 ~ 1942년 7월 14일)는 프랑스의 아나키스트, 자유사상가, 세속주의 활동가이며 통합 아나키즘의 지지자이다.
자유사상가 되기 전까지 포르는 신학자였다. 1888년 아나키즘으로 돌아서기 전에 사회주의자로서 정치학에 관여했다.

## 작품
- The universal pain (1895)
- My Communism (1921)
- The Forces Of The Revolution (1921)
- Religious imposture (1923)
- Subversive remarks
- The Anarchist Synthesis (1927)[깨진 링크(과거 내용 찾기)]
- Revolutionary Forces (1921) 보관됨 2022-01-18 - 웨이백 머신
- Twelve Proofs of the Inexistence of God 보관됨 2021-08-02 - 웨이백 머신 (1908)